# Grandpa Jones
Louis Marshall Jones (Niagara (Kentucky), 20 oktober 1913 – Nashville (Tennessee), 19 februari 1998) was een Amerikaanse banjospeler en old-time music country- en gospelmuziekzanger. Hij is lid van de Country Music Hall of Fame

## Biografie
Jones werd geboren in de kleine boerengemeenschap van Niagara in Henderson County (Kentucky) als jongste van 10 kinderen in het gezin van een pachter. Zijn vader was een oude vioolspeler en zijn moeder was een balladzangeres en zelf bedreven in de concertina. Zijn eerste instrument was de gitaar. Ramona Jones, een van de vele vrouwen die enige erkenning begon te krijgen in een muzikale vorm, die lang werd gedomineerd door mannen, was Jones' vrouw en muzikale partner voor meer dan dertig jaar. Ramona begon voor het eerst mandoline te spelen, toen ze zes of zeven jaar oud was. Jones bracht zijn tienerjaren door in Akron (Ohio), waar hij countrydeuntjes begon te zingen bij een radioshow op WJW. In 1931 trad Jones toe tot de Pine Ridge String Band, die de muzikale begeleiding verzorgde voor de zeer populaire Lum & Abner-show. Tegen 1935 bracht zijn streven naar een muzikale carrière hem naar de WBZ (AM)-radio in Boston, Massachusetts, waar hij muzikant/songwriter Bradley Kincaid ontmoette, die hem de bijnaam Grandpa Jones gaf, toen hij 22 jaar oud was, vanwege zijn afwezigheid bij radioprogramma's in de vroege ochtend. Jones vond de naam leuk en besloot om een podiumpersoonlijkheid eromheen te creëren. Later woonde hij in Mountain View (Arkansas). In de jaren 1940 ontmoette hij de opkomende countryradio-ster Cousin Emmy, van wie hij de banjo leerde spelen.
Als Grandpa Jones speelde hij gitaar of banjo en jodelde en zong hij meestal old-timeballads. Tegen 1937 had Jones zijn weg gevonden naar West Virginia, waar Cousin Emmy Jones de kunst van de banjo-clawhammer-stijl leerde, die een ruig plattelandstintje aan zijn optredens gaf. De eerste ervaring met het spelen van openbare muziek kwam op 11-jarige leeftijd of daaromtrent. De muziek van de WLS Barn Dance in Chicago was van grote invloed op Jones, net als de platen van Jimmie Rodgers, die zijn zus mee naar huis nam. In 1942 trad Jones toe tot WLW in Cincinnati, Ohio. Daar ontmoette hij Merle Travis uit Kentucky. In 1943 maakten ze samen hun opnamen voor Syd Nathans nieuwkomerlabel King Records. Jones maakte in 1944 platen onder zijn eigen naam voor King en had zijn eerste hit met It's Raining Here This Morning.
Zijn opnamecarrière werd opgeschort, toen hij tijdens de Tweede Wereldoorlog in dienst trad bij het Amerikaanse leger. Na zijn ontslag in 1946 nam hij opnieuw op voor King. Tussen 1946-1949 werden hij en verschillende Opry-castleden (onder wie Clyde Moody en Chubby Wise) uitgenodigd om deel uit te maken van de ontluikende televisiewereld door Connie B. Gay, ondernemer in Washington DC. en werd hij een castlid bij de Old Dominion Barn Dance, uitgezonden via WRVA in Richmond (Virginia). In maart 1946 verhuisde hij naar Nashville (Tennessee) en begon op te treden in de Grand Ole Opry. Hij trouwde met Ramona Riggins op 14 oktober 1946. Als een volleerde vertolkster nam ze deel aan zijn optredens. Jones' vaudeville-humor was een overstap naar de televisie. Zijn bekendere nummers zijn T For Texas, Are You From Dixie, Night Train To Memphis, Mountain Dew en Eight More Miles To Louisville.
In de herfst van 1968 werd Jones lid van de bezetting van de langlopende televisieshow Hee Haw, waarin hij vaak reageerde op de sketches van de show met zijn kenmerkende uitdrukking 'Outrageous'. Hij speelde ook banjo, alleen of met banjospeler David "Stringbean" Akeman. 
Hij woonde op het platteland van Ridgetop, Tennessee, buiten Nashville, en was de buurman en vriend van collega-muzikant David "Stringbean" Akeman. Op de ochtend van 11 november 1973 ontdekte Jones de lichamen van Akeman en zijn vrouw Estelle, die 's nachts door inbrekers waren vermoord. Jones getuigde tijdens het proces tegen de moordenaars, zijn getuigenis zorgde voor een veroordeling.
In 1978 werd Jones ingewijd in de Country Music Hall of Fame. Zijn autobiografie Everybody's Grandpa: Fifty Years Behind The Mike werd in 1984 gepubliceerd.

## Overlijden
In januari 1998 kreeg Jones twee beroertes na zijn tweede showoptreden in de Grand Ole Opry. Hij overleed op 19 februari 1998 in het McKendree Village Home Health Center in Hermitage (Tennessee) op 84-jarige leeftijd. Hij werd begraven op de Luton Memorial Methodist Church begraafplaats in Goodlettsville, Tennessee.

## Discografie

### Singles
- 1944:	It's Raining Here This Morning
- 1946:	Eight More Miles To Louisville
- 1947:	Mountain Dew
- 1947:	Old Rattler
- 1959:	The All-American Boy
- 1962:	T for Texas
- 1963:	Night Train To Memphis

### Albums
- 1954: Grandpa Jones Sings His Greatest Hits
- 1992: Country Music Hall of Fame Series (MCA Records)
- ????: Grandpa Jones & The Brown's Ferry Four 16 Sacred Gospel Songs, (King Records)
- 1963: Grandpa Jones Yodeling Hits (Monument)
- 1966: Grandpa Jones Remembers The Brown's Ferry Four (Monument)

- Bibsys: 9002858
- Bibliothèque nationale de France: cb13895723m (data)
- Gemeinsame Normdatei: 135052629
- International Standard Name Identifier: 0000 0000 5512 9646
- Library of Congress Control Number: n83314242
- MusicBrainz: 8488e884-f8b9-4c31-a6ec-a92be00d450f
- SNAC: w61835dg
- Virtual International Authority File: 196648
- WorldCat: E39PBJyCCgjtpHMYqJWVG7FFrq